# Neokonfucijanizam
Neokonfucijanizam ili neokonfucijanstvo (pojednostavljeni kineski: 宋明理学; tradicionalni kineski: 宋明理學; pinyin: Song-Ming Lǐxué često skraćeno na 理學) je moralna, etička i kineska filozofija temeljena na konfucijanizmu i nastala u doba dinastije Tang zahvaljući filozofima kao što su Han Yu i Li Ao (772-841), a koja je veliki uticaj stekla u doba dinastija Song i Ming.
Neokonfucijanizam je predstavljao pokušaj stvaranja više racionalnog i sekularnog oblika konfucijanizma, odnosno odbacivanja praznoverjai mističkih elemenata taoizma i budizma koji su dominirali konfucijanističkom misli za vreme i posle dinastije Han. Iako su nekonfucijanci kritikovali taoizam i budizam, te dve religije su svejedno imali uticaj na njihovu filozofiju, s obzirom da su od njih posuđivali terminologiju i pojedine koncepte. Međutim, za razliku od budista i taoista, koji su metafiziku promatrali kao katalizator duhovnog razvoja, verskog prosvetljenja i besmrtnost, neokonfucijanisti su metafiziku gledali kao vodič za racionalnu etičku filozofiju.